# بخش نیونس
بخش نیونس (به فرانسوی: Arrondissement de Nyons) یک بخش در فرانسه است که در دروم واقع شده‌است.